# Моджи, Эудженио
Эудженио Моджи (итал. Eugenio Moggi) — профессор информатики в университете Генуи, в Италии. Впервые описал использование монад для структурирования программ.

## Биография
Окончил Высшую нормальную школу Пизы. В 1983 году получил степень магистра естественных наук в компьютерных науках Пизанского университета. В 1988 году получил степень доктора философии в компьютерных науках Эдинбургского университета.
Работал в Кембриджском университете, Пизанском и Эдинбургском университетах.
В 1989 году Моджи стал первым, кто предложил использовать монады для структурирования программ; он показал, что с помощью сильных монад можно моделировать различные вычисления.
В 1990 году переехал в Геную. В настоящее время работает в Университете Генуи.

## Некоторые научные работы
- Notions of computation and monads (Information and computation 93 (1), 55-92)
- Computational lambda-calculus and monads. (Logic in Computer Science)
- An abstract view of programming languages (University of Edinburgh. Department of Computer Science)
- Higher-order modules and the phase distinction (Proceedings of the 17th ACM SIGPLAN-SIGACT symposium)
- Constructive natural deduction and its ‘ω-set’interpretation. G Longo, E Moggi. (Mathematical Structures in Computer Science 1 (2), 215—254)